# Stacked Actors
Singles de Foo Fighters
Learn to Fly
(1999) Generator
(2000)
Stacked Actors est le second single de l'album There Is Nothing Left to Lose sorti en 2000.

## Liste des titres
Toutes les chansons sont écrites et composées par Dave Grohl, Taylor Hawkins, Nate Mendel, Chris Shiflett.
| No | Titre                          | Durée |
| -- | ------------------------------ | ----- |
| 1. | Stacked Actors                 | 4:18  |
| 2. | Ain't It the Life (acoustique) |       |
| 3. | Floaty (acoustique)            |       |

## Charts
| Chart (2000)                | Position |
| --------------------------- | -------- |
| U.S. Modern Rock Tracks     | 25       |
| U.S. Mainstream Rock Tracks | 9        |
| Charts Australien           | 82       |